# 萩谷楓
萩谷 楓（はぎたに かえで、2000年10月10日 - ）は、日本の元陸上競技選手。専門は中距離走、長距離走。

## 経歴
長野県佐久市立浅科中学校、長野県長野東高等学校卒業。エディオンに入社し、同社女子陸上競技部に所属。
2016年、長野東高校入学。1学年上に和田有菜（現日本郵政グループ女子陸上部）が、同期に小林成美（現名城大学）がいた（2021年4月に開催された兵庫リレーカーニバル女子5000mで優勝した小林は「今は"雲の上の人"」と発言している）。高校入学後、1、2年の間は故障で満足のいく活躍ができなかった。全国高校駅伝では小林成美は2年時からメンバーに入り、自らは2年連続で補欠だった。2017年の2年時、チームは初の全国準優勝になった。2018年の3年時に故障が癒えてようやく力を見せ始め、三重インターハイ1500mで5位に入った。全国高校駅伝では「留学生区間」の2区4.0975kmをムワンギ・レベッカ（興譲館）、エスタ・ムソニ（仙台育英）、小坂井智絵（成田）、マーシャ・ヴェロニカ（新潟産業大学附属）、三原梓（立命館宇治）らに次ぐ区間6位（日本人3位）13分13秒の記録でまとめた。主将で同じく「留学生区間」のアンカー5区5kmを15分43秒の好記録で走った小林成美、1学年下でエース区間1区6kmを好走した高松いずみ（現東京メトロ）らとともにチームの2年連続準優勝に貢献した。
2019年のエディオン入社後は1年目から急速に力をつけて注目された。日本選手権、全日本実業団陸上、国民体育大会の1500mで相次いで好走した。特に国民体育大会では優勝した。大きな大会での活躍以外では「ホクレンディスタンスチャレンジ2019 第5戦 網走大会」5000mでの好走が注目された。専門外の5000mでありながら、日本選手権優勝者の木村友香（資生堂）、同3位の廣中璃梨佳（日本郵政）を引き離して自己ベストを記録した。10月のプリンセス駅伝では1区を区間新および区間賞で走り、見事な実業団駅伝デビューを飾った。11月のクイーンズ駅伝でも強豪が走る1区を区間4位と快走した。年明け1月の皇后杯都道府県対抗女子駅伝（全国女子駅伝）では長野県代表として1区を任され区間5位で長野東高校1年先輩の和田有菜に襷を渡した。駅伝の中継で、解説者の小林祐梨子は、「この1年で最も急成長した」と高く評価していた（小林成美は4区3位、2021年度からエディオンに移籍し、同僚となった長野東高校の先輩でもある細田あいが最終9区を2位で走り長野県は4位）。2月のクロスカントリー日本選手権では、最後までトップ争いを演じたが最後は悔しい2秒差の3位だった。
入社2年目の2020年度は更に飛躍の年となった。7月開催の「ホクレンディスタンス深川大会」の3000mで8分48秒12の日本歴代3位を出すと、5000mの網走大会では15分05秒78とこれまた歴代7位のタイムで走り、完全なるトップアスリートの一角に躍り出た。プリンセス駅伝では2年連続の区間新および区間賞を達成。年度明け2021年2月のクロスカントリー日本選手権では2位を30秒近く引き離し独走で優勝した。優勝タイムは過去優勝者の一山麻緒、木村友香、田中希実らトップ選手より1分近く速い好記録である（解説の増田明美は初めて田中希実に勝ったことを高く評価している）。
入社3年目の2021年度は織田記念の5000mを田中希実に次ぐ日本人2位でシーズンスタート。5月の注目の東京五輪テスト大会の5000mでは、ラスト一周前から猛烈にラストスパート。最後は外国勢2人にはかわされたが、五輪参加記録にあと2秒、また、新谷仁美、廣中璃梨佳に勝ったことは大きな収穫となった（本人もインタビューで日本人トップだったことが大きな自信になったと述べている）。5月16日開催の中国実業団陸上女子3000mでは8分58秒57の大会新記録で優勝。
萩谷所属のエディオン駅伝チームも、ダイハツから移籍した長野東高校の先輩となる細田あいの加入、3000メートル障害の第一人者石澤ゆかり、西田美咲、江口美咲ら戦力が整いつつある。
同2021年、2020年東京オリンピックの陸上女子5000m予選では15分4秒95で1組12位となり決勝には進めなかった。
同2021年9月26日、全日本実業団対抗陸上競技選手権大会女子5000mにおいて14分台をマークした。廣中璃梨佳（14分52秒84、2021年8月）、福士加代子（14分53秒22、2005年7月）、新谷仁美（14分55秒83、2020年9月）らに次ぐ日本歴代4位になる14分59秒36を記録した。歴代5位は田中希実（14分59秒93、2021年7月）。同大会5000m3組のレース自体では終盤まで先頭で引っ張りラストスパートで敗れた。1位14分57秒55のジェプングティチ・ジュディ（資生堂）、2位ムワンギ・レベッカ（ダイソー）、3位カリウキ・ナオミ・ムソニ（ユニバーサル）らに次ぐ4位（日本人1位）だった。その他7位（日本人2位）は15分08秒72の佐藤早也伽（積水化学）、8位は15分15秒70の木村友香（資生堂）だった。
2023年5月1日、自身のTwitterにて「4月末で現役を引退し、エディオンを退職した」ことを発表した。2024年現在、アルバイトをしながら陸上競技への復帰を目指していることが伝えられている。

## 主な記録
| 年     | 大会                                  | 種目           | 順位          | 備考            |
| ------ | ------------------------------------- | -------------- | ------------- | --------------- |
| 2018年 | 三重インターハイ2018                  | 1500m          | 5位           |                 |
|        | 第73回国民体育大会（福井）            | 少年A女子3000m | 7位           |                 |
|        | 全国高校駅伝女子                      | 2区            | 区間3位       | 長野東高2位     |
| 2019年 | 第103回日本選手権（福岡）             | 1500m          | 3位           |                 |
|        | 全日本実業団陸上                      | 1500m          | 3位           |                 |
|        | 全日本実業団陸上                      | ジュニア3000m  | 2位           |                 |
|        | 第74回国民体育大会（茨城）            | 成年女子1500m  | 優勝          |                 |
|        | プリンセス女子駅伝                    | 1区            | 区間賞 区間新 | エディオン9位   |
|        | クイーンズ女子駅伝                    | 1区            | 区間4位       | エディオン10位  |
| 2020年 | 皇后杯女子駅伝                        | 1区            | 区間5位       | 長野県4位       |
|        | クロスカントリー日本選手権            | シニア8km      | 3位           |                 |
|        | セイコーSG陸上2020東京                | 1500m          | 3位           | 4分13秒14自己新 |
|        | プリンセス女子駅伝                    | 6区            | 区間賞 区間新 | エディオン6位   |
|        | クイーンズ女子駅伝                    | 1区            | 区間6位       | エディオン10位  |
|        | 第104回日本選手権（大阪）             | 5000m          | 3位           |                 |
| 2021年 | クロスカントリー日本選手権            | シニア8km      | 優勝          |                 |
|        | 織田記念陸上                          | 5000m          | 7位           | 日本人2位       |
|        | READY STEADY TOKYO 東京五輪テスト大会 | 5000m          | 3位           | 日本人1位       |
|        | 第105回日本陸上競技選手権大会         | 5000m          | 4位           |                 |
|        | 第69回全日本実業団対抗選手権          | 1500m          | 2位           | 日本歴代9位     |